# Romano di Blaye
Romano di Blaye (Africa, ? 335 circa – ? prima del 380) è stato un religioso romano, venerato come santo dalla Chiesa cattolica.
Fu attivo alla fine del IV secolo. Gregorio di Tours sosteneva che San Martino di Tours avesse seppellito Romano. Un'antica vita di San Romano fu pubblicata nell'Analecta Bollandiana. La sua ricorrenza è il 24 novembre.
Fu fondatore della chiesa di Blaye.

## Biografia
Il suo primo contatto con la religiosità avvenne in Egitto.

## Basilica intitolatagli
La Basilica di San Romano di Blaye era un'importante basilica merovingia, il luogo di sepoltura di Cariberto II, un figlio di Clotario II che fu brevemente re di Aquitania dal 629 fino alla sua morte nel 632, e di suo figlio. Secondo la Chanson de Roland del XII secolo conteneva il corpo e le reliquie dell'eroe popolare carolingio Roland e dei suoi compagni Olivier e Turpin, deposti con grande solennità in sarcofagi di marmo bianco. A Bordeaux, attraverso la Gironda, l'oliphaunt, il corno d'avorio spaccato di Roland, era conservato: li pelerin li veient ki la vunt , "il pellegrino può vederlo chi va"; un Seint Romain; la gisent li baron , "a Saint-Romain; lì giacciono i baroni", un cartello interpretato da Gerald Brault per mostrare che i luoghi di pellegrinaggio a Bordeaux e Blaye erano stati stabiliti prima che la Chanson de Roland fosse composta. Infatti, nel 1109 Ugo di Fleury concluse il suo resoconto della battaglia di Roncisvalle con le parole "da dove Roland fu portato alla cittadella di Blaye e sepolto". La leggenda fu a lungo accreditata: nel 1526 Francesco I di Francia ordinò che la tomba di Roland fosse aperta. 
Il patrono nominale della basilica, appartenente ai Canonici Regolari di Sant'Agostino, rimase il martire locale del IV secolo San Romano di Blaye; qui i pellegrini diretti a Santiago de Compostela si fermavano prima di prendere le barche per attraversare Bordeaux.
Nell'848, il forte e le abitazioni circostanti furono devastati dal capo vichingo Hastings.
Alcune vestigia della struttura rimangono all'interno della fortezza Vauban a Blaye, che faceva parte delle difese tradizionali dell'estuario della Gironda.